# La Maison des Lumières Denis Diderot
 La Maison des Lumières Denis Diderot (MLDD) ist ein Museum in der französischen Stadt Langres. Es ist dem dort am 5. Oktober 1713 geborenen Schriftsteller, Philosophen, Aufklärer und Mitherausgeber der Encyclopédie Denis Diderot gewidmet. Das zu Diderots 300. Geburtstag am 5. Oktober 2013 eröffnete, von der Stadt Langres getragene Museum hat den Status eines Musée de France.
Langres liegt im Département Haute-Marne in der zur Region Grand Est gehörenden Champagne. Das Museum ist in seiner Art in Frankreich einzigartig. Sein Kurator (Stand 2014) ist Olivier Caumont (* 1966).
Auf der 400 m2 großen Ausstellungsfläche mit seinen zehn Ausstellungsräumen werden insgesamt 250 Objekte präsentiert. Ferner befinden sich in den Räumen ein Café, ein „philosophisches Laboratorium“ und verschiedene Exponate im Museumsgarten. Die Besucher sind eingeladen sich dem Thema der französischen Aufklärung zu nähern. Insgesamt vier Hauptthemen werden auf den vier Ebenen des Museums präsentiert: die Geschichte des Ausstellungsortes, der junge Denis Diderot und sein Wechsel nach Paris, das Leben und die Werke von Denis Diderot und die Enzyklopädie als Werk der Aufklärung.
Zusätzlich werden seine übrigen literarischen Arbeiten beschrieben.
In den zehn Ausstellungsräumen werden persönliche Gegenstände von Diderot, aber auch Originalmanuskripte und Briefe sowie Druckformen zur Herstellung der Enzyklopädie, Zeichnungen, aber auch wissenschaftliche Objekte ausgestellt. Durch Informationstafeln, Filme und interaktiven Stationen wird der Versuch unternommen, einen Einblick in das Denken von Denis Diderot und seiner Zeitgenossen zu geben. Damit versucht die Ausstellung einen Überblick über das Zeitalter der Aufklärung und die Art und Weise zu schaffen, wie die Menschen des 18. Jahrhunderts ihre Sicht auf die Welt, die Gesellschaft und ihren Platz darin änderten.

## Geschichte
Das Museum befindet sich im Zentrum von Langres am 1, place Pierre Burelle in dem Hôtel du Breuil de Saint-Germain.
Das Haus Valtier de Choiseul, auch Breuil des Saint-Germain ist ein historisches Gebäude aus dem Ende des 16. Jahrhunderts.

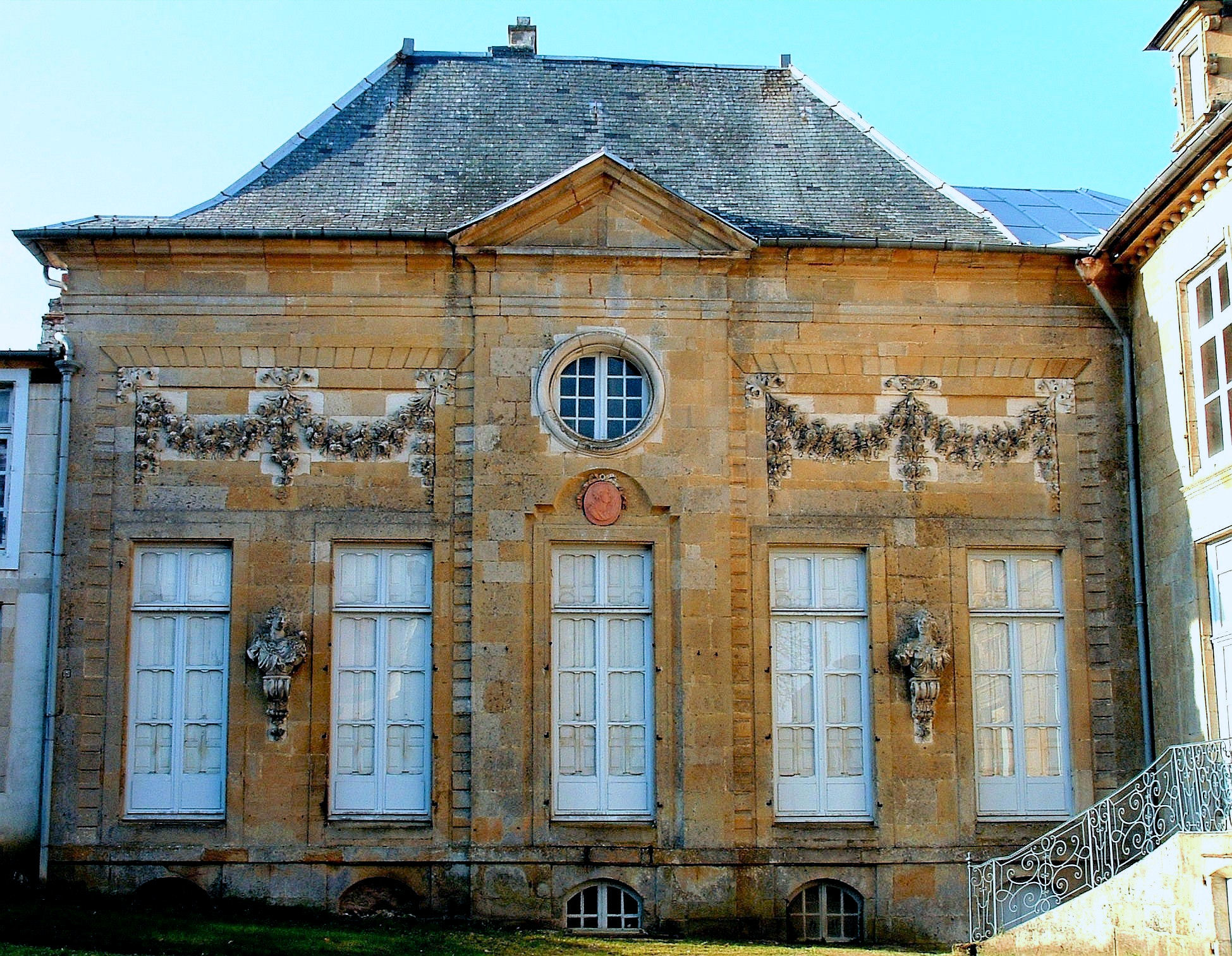
Langres - Hôtel du Breuil-de-Saint-Germain, vor der Renovierung zum Museum La Maison des Lumières Denis Diderot

Im Jahre 1576 erwarb Sébastien Valtier de Choiseul eine große Parzelle und errichtete dort ein Herrenhaus. Gegen 1770 baut Philippe Profilet de Dardenay den senkrechten Flügel des Herrenhauses um und versah ihn mit einer Fassade, die den Proportionen der Renaissance entsprach. Gleichzeitig wurde am Haus eine Schutzmauer und ein Portal errichtet. Im 19. Jahrhundert fügte die Familie Du Breuil de Saint-Germain die Dachgauben hinzu, die von anderen Gebäuden der Renaissance stammten.
Die Einweihungsfeierlichkeiten fanden am Samstag den 5. Oktober 2013 unter der Schirmherrschaft des seit dem Jahre 2008 amtierenden Bürgermeisters Didier Loiseau (* 1952), maire de Langres – einem Gastroenterologen, Gastroentérologue und Mitglied der Union pour un mouvement populaire (UMP) – statt. Flankiert war die Eröffnung des Museums durch eine Vielzahl an kulturellen Veranstaltungen zu Ehren von Denis Diderot. Aber auch private Sponsoren etwa die Société Plastic Omnium führten Mittel zu.
Schon sieben Wochen nach der Eröffnung wurde der fünftausendste Besucher registriert.
Das Museum kostete mehr als fünf Millionen Euro und wurde zu 80 Prozent durch öffentliche Mittel finanziert.

## Exponate, Rundgang
Das  La Maison des Lumières bzw. sein Museographie wurde vom Atelier à Kiko betreut und der Museumsgarten vom Landschaftsarchitekten Louis Bénech (* 1957) konzipiert. Die baulichen Maßnahmen und die Berücksichtigung des denkmalpflegerischen Teils wurden vom Architekturbüro Pierre Bortolussi übernommen. Unterstützt wurde das Projekt durch verschiedene Institutionen, so den französischen Regionalräten wie dem Conseil Régional de Champagne-Ardenne hier Jean-Paul Bachy (* 1947) und dem Conseil général de la Haute-Marne hier Bruno Sido (* 1951) sowie der Arts Vivants 52, der Directions régionales des affaires culturelles (DRAC) und dem Ministères de la Culture de la Communication, dem Ministère de l’éducation nationale und der Europäischen Union.
Im Museum finden sich insgesamt zehn Ausstellungsräume die thematisch wie folgt gegliedert sind und einen Museumsrundgang bilden:
- Ausstellungsraum 1: Hôtel du Breuil Saint-Germain - Geschichte  des Gebäudes und deren Besitzer - das Konzept der Aufklärung " Lumières" - eine Chronologie.

- Ausstellungsraum 2: Denis Diderot in Langres - Langres zur Zeit von Diderot - Die Messerschmiede, La coutellerie seines Vaters Didier Diderot.

- Ausstellungsraum 3: Die Welt im Zeitalter der Aufklärung - Die Neugier auf die Welt.

- Ausstellungsraum 4: Paris, Stadt der Lichter - Paris und Diderot.

- Ausstellungsraum 5: Die Reise Diderots nach Russland - Reisen und Korrespondenz im 18. Jahrhundert - Diderot und die Erziehung, Moral und Politik.

- Ausstellungsraum 6: Diderot und die Kunstkritik - Diderot und das Theater - Diderot und die Musik.

- Ausstellungsraum 7: Die Enzyklopädie: seine Quellen - die Gefahren bei ihrer Veröffentlichung - seine Kritiker - seine Geschichte.

- Ausstellungsraum 8: Die Enzyklopädie: seine typografische Gestaltung - das Drucken und Binden der Bücher - Zahlen und Statistiken - die Mitarbeiter, die Enzyklopädisten.

- Ausstellungsraum 9: Die Enzyklopädie: Nachschlagewerk - die exemplarische Inhalte der Enzyklopädie: Mathematik - Naturwissenschaften - Messerschmiederei - die Töpferei

- Ausstellungsraum 10: Aktuelle Ausstellungen zum Thema der Aufklärung.

## Museumsdaten
Die Öffnungszeiten sind im April bis zum September von Dienstag bis Sonntag von neun bis zwölf Uhr und von vierzehn bis neunzehn Uhr. Im Oktober bis März ebenso von Dienstag bis Sonntag vormittags von neun bis zwölf, aber mittags nur von vierzehn bis siebzehn Uhr. Der Eintrittspreis beträgt, nicht reduziert, fünf Euro und ermäßigt drei Euro, für Kinder unter zwölf Jahren ist der Eintritt frei. Die Erläuterungen zu den Exponaten sind nicht mehrsprachig aber ein Audioguide kann genutzt werden. Dieser Audioguide informiert im Sinne von Diderot et sa ville wahlweise in deutscher, englischer, französischer oder niederländischer Sprache (Stand 2013).
Hierzu müssen entsprechende Ziffern, die einigen Exponaten bzw. Räumen zugeordnet sind in die Tastatur des Audioguide eingegeben werden.

## Barrierefreiheit
Der Zugang in das Museum, als auch der Rundgang ist barrierefrei gestaltet. Aufzüge ermöglichen den Aufgang zum Eingangsbereich sowie in die einzelnen Etagen. Innerhalb der Ausstellungsflächen können sich etwa Rollstuhlfahrer über Rampen mehr oder weniger frei bewegen. Der Museumseintritt ist für schwerbeschädigte Personen aus der EU und ihrer Begleitung, mit einem entsprechenden Nachweis, kostenfrei. 